# 堀本宜実
堀本 宜実（ほりもと よしざね / せんじつ、1900年（明治33年）3月15日 ‐ 1978年（昭和53年）6月27日） は、大正から昭和期の獣医師、政治家。参議院議員（3期）、愛媛県温泉郡立岩村長、同郡北条町長。旧姓は阿部。

## 経歴
愛媛県越智郡、のちの玉川村（玉川町を経て現今治市）の阿部家に生まれた。1918年（大正7年）麻布獣医畜産専門学校（現麻布大学）を卒業。立岩村の技術員・獣医師となり、同村の堀本家の養子となった。
立岩村長（1930年9月-1938年1月在任）、北条町長（1939年7月-1940年12月在任）を務めた。1931年（昭和6年）9月、愛媛県会議員に選出され、立憲民政党に所属して1946年（昭和21年）月12月まで連続4期在任した。この間、倉敷紡績北条工場の誘致などに尽力し、県会副議長、県家畜商組合長、獣医師会長、県農業会副会長などを務めた。また、1940年（昭和15年）12月大政翼賛会愛媛県支部の設立に伴い庶務部長に就任し、1942年（昭和17年）10月、同事務局長となる。そのため、戦後に公職追放された。
1951年（昭和26年）追放解除後に自由党愛媛県支部の再建に尽力し支部幹事長に就任。1953年（昭和28年）4月の第3回参議院議員通常選挙に愛媛県地方区から自由党公認で出馬したが落選。1956年（昭和31年）7月の第4回通常選挙で初当選し、その後、第6回、第8回通常選挙でも再選され、参議院議員に連続3期在任した。この間、参議院農林水産委員長、同予算委員長、第2次池田第1次改造内閣大蔵政務次官、第1次佐藤第1次改造内閣通商産業政務次官、自由民主党愛媛県連会長、同党総務、同副幹事長、参議院自由民主党国会対策委員長、同果樹農業振興議員連盟会長などを務めた。1972年（昭和47年）秋の叙勲で勲一等瑞宝章受章。1974年（昭和49年）7月の第10回通常選挙には出馬せず政界を引退した。
その他、全国農業会議所会長、全国農業構造改善協会会長、愛媛県農業会議会長、同畜産農業協同組合会長、日本獣医師会会長、麻布獣医学園理事長などを務めた。
1978年（昭和53年）6月27日死去、78歳。死没日をもって従三位に叙され、銀杯一組を賜った。
東京大学農学部獣医学専攻教授の堀本泰介は孫にあたる。

## 受賞
- 愛媛県功労賞（1975年）[1]